# Aukštoji Gervė
Aukštoji Gervė je řeka 3. řádu na severu Litvy, v Panevėžyském kraji, protéká okresem Biržai. Aukštoji Gervė pramení 0,5 km na sever od vsi Šniurkiškiai, 13 km na východ od okresního města Biržai. Horní tok je v lesním masivu Biržų giria. Opisujíc obvod obdélníka, v jehož středu je ves Šniurkiškiai, ji obtéká od západu (to jest směrem k jihu), od jihu, od východu, protéká nedaleko od svého pramene, dále již teče velmi mírně klikatě v celkovém směru severoseverozápadním až ke vsi Pagervė, kde začíná mírně meandrovat a stáčí se do směru západoseverozápadního, na východ od vsi Kašeliškiai začíná více meandrovat a od severu půlkruhem o poloměru necelý 1 km tuto ves obtéká až do soutoku s Apaščou, do které se vlévá na západ od vsi Kašeliškiai, 10,7 km od jejího ústí do Nemunėlisu.

## Sídla při řece
- Pagervėlė, Latveliai, Pagervė, Perkūniškis

## Přítoky
Pravé:
| Hydrologické pořadí | Řeka  | Délka (km) | Povodí (km²) | Vzdálenost od ústí (km) | Ústí kde   | Koordináty ústí                  |
| ------------------- | ----- | ---------- | ------------ | ----------------------- | ---------- | -------------------------------- |
| 42010643            | Gervė | 9,5        | 43,8         | 11,4                    | Brigiškiai | 56°17′25″ s. š., 24°51′43″ v. d. |

Levé:
| Hydrologické pořadí | Řeka   | Délka (km) | Povodí (km²) | Vzdálenost od ústí (km) | Ústí kde | Koordináty ústí                  |
| ------------------- | ------ | ---------- | ------------ | ----------------------- | -------- | -------------------------------- |
| 42010641            | Ūžia   | 5,6        | 6,4          | 14,9                    |          | 56°16′10″ s. š., 24°53′28″ v. d. |
| 42010642            | AG – 7 | 5,0        | 5,4          | 12,7                    |          |                                  |
| 42010647            | AG – 5 | 2,9        | 1,4          | 7,4                     |          |                                  |
| 42010648            | AG – 3 | 6,3        | 11,5         | 7,3                     |          |                                  |
| 42010652            | AG – 1 | 7,9        | 8,3          | 4,6                     |          |                                  |